# Trichopoda ciliata
Trichopoda ciliata är en tvåvingeart som först beskrevs av Fabricius 1805.  Trichopoda ciliata ingår i släktet Trichopoda och familjen parasitflugor. Inga underarter finns listade i Catalogue of Life.